# Dorotea Bagarić
Dorotea Bagarić, hrvatsko-američka akademska slikarica, dizajnerica i ilustratorica. Bavi se i glazbom. Osnovnu školu i tri godine gimnazije završila u Novoj Gradišci, potom seli u SAD gdje maturira i završava Studij Fine Arts.  na Old Dominion Universityju u Norfolku. U San Franciscu završila poslijediplomski studij i ilustraciju knjiga. Kratkotrajno volontirala u Muzeju azijske umjetnosti u San Franciscu. Sudionica u dvama skupno slikanim muralima: u Gimnaziji Nova Gradiška i za Guvernerovu palaču u Richmondu. Priče, legende i divljina su joj nadahnuće. Slikanjem izražava svoj unutarnji svijet i stanje, te vječno propitivanje. Aktivno se bavi i glazbom koju povezuje sa svojim radom.